# Palais de la Province de Parme
Le Palazzo della Provincia est un bâtiment néo-classique, situé sur le côté sud de la Piazzale della Pace à Parme.

## Histoire
Le palais, destiné à l'origine au Corps de garde ducal, a été construit sur la zone autrefois occupée par le mur d'enceinte du monastère des religieuses bénédictines attaché à l'église de Sant'Alessandro, fondée en 835 par la reine Cunégonde, veuve du roi  Bernard d'Italie ; au XVIIIe siècle, le couvent était relié par une colonnade au Palazzo di Riserva ; le monastère a été supprimé en 1810, à la suite des décrets napoléoniens de 1805 et 1810, et démoli en 1821, ne sauvant que l'église de Sant'Alessandro.
À la demande de la duchesse Marie-Louise, en 1821, le Teatro Regio a été construit sur les ruines du couvent sur la base d'un projet de l'architecte de la cour Nicola Bettoli, qui quelques années plus tard était également chargé de la rénovation en style néoclassique du Palais  Ducal (détruit lors des bombardements de la seconde Guerre mondiale) et de la construction du bâtiment du corps de garde, dont les travaux ont commencé en 1833.
Le bâtiment, achevé vers 1841, était relié par une série de viaducs au Palazzo Ducale, au Teatro Regio et au Palazzo di Riserva.
Devenu propriété de l'État italien à la suite de l'unification de l'Italie, le palais fut aliéné à la Province de Parme en 1870, avec le Palazzo Ducale, devenu le Palazzo della Prefettura, au viaduc qui reliait le palais du Corps de Garde et le Palazzo di Riserva, aux deux autres viaducs reliés au Teatro Regio et à la place Royale.
En 1903, pour faciliter le passage des tramways à cheval le long de la rue Garibaldi, le maire Giovanni Mariotti décida de démolir le viaduc qui reliait le bâtiment au Palazzo di Riserva.
Quelques années plus tard, en 1913, le bâtiment a été rénové et surélevé, en démolissant également la colonnade d'entrée vers le Teatro Regio et en la déplaçant sur la place de la préfecture; les façades ont par conséquent subi de profondes modifications, en particulier vers Strada Garibaldi, où à la suite de la démolition du viaduc, il n'y avait toujours pas de façade au bâtiment.
Les bombardements du 13 mai 1944, qui ont détruit le Palazzo della Prefettura, le Théâtre Reinach et des parties du Palazzo della Pilotta, ont également endommagé le Palazzo della Provincia, qui a été reconstruit dans ses parties manquantes ; l'effondrement du bâtiment de la préfecture et des viaducs qui le relient a conduit à la nécessité de fermer le bâtiment provincial au nord et à l'ouest avec de nouvelles façades, beaucoup plus dépouillées que le reste du bâtiment.
Début 2018, tous les bureaux de la Province de Parme, y compris ceux du président et du conseil, ont quitté le bâtiment pour déménager au Palais Giordani ; dans la structure de la piazzale della Pace, appartenant toujours à l'organisme provincial, il ne restait que les bureaux de la région d'Émilie-Romagne, situés au deuxième étage, et ceux des services sociaux du district de Lubliana-San Lazzaro de la municipalité de Parme, situés au rez-de-chaussée.

## Description
Le bâtiment, de plan rectangulaire, s'élève sur quatre étages et un sous-sol.
À l'extérieur, les façades néoclassiques de la piazzale Paer, de la strada Garibaldi et d'environ la moitié de la piazzale della Pace sont caractérisées au rez-de-chaussée par un revêtement en pierre de taille, tandis que les étages supérieurs sont revêtus de pierre ; toutes les fenêtres ont des encadrements élégants, à pignon au premier étage ; l'entrée est précédée d'un portique à colonnes classiques, qui supporte un balcon à balustrade. Les façades restantes, datant de l'après-guerre, sont totalement dépourvues de décorations.
À l'intérieur, le premier étage, accessible par un élégant escalier, est décoré avec des matériaux précieux et des œuvres d'artistes tels que Amedeo Bocchi, Remo Gaibazzi, Renzo Barilli, Claudio Spattini, ainsi que des meubles et des peintures des XVIIIe et XIXe siècles, en partie provenant du Palais Ducal.
La Sala del Consiglio se distingue par la décoration, réalisée par Armando Pizzinato entre 1953 et 1956 ; les fresques, sur tous les murs, dépeignent avec réalisme des scènes de travail, de luttes populaires (barricades de Parme en 1922) et de résistance (massacre de Bosco di Corniglio). L'ensemble de l'aménagement architectural de la salle a été commencé entre 1955 et 1956 par Carlo Scarpa.

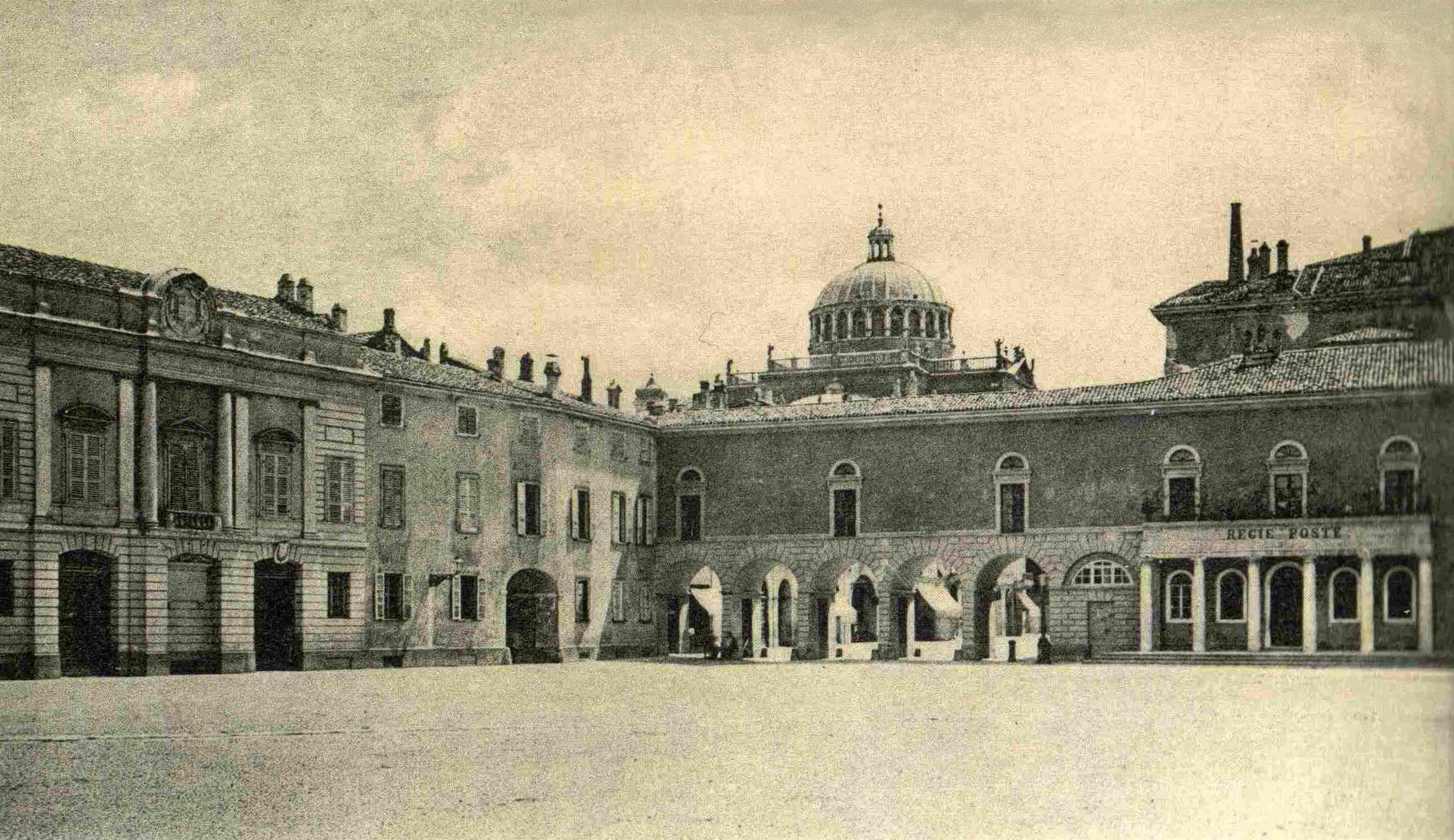
Le viaduc de strada Garibaldi vers 1880.
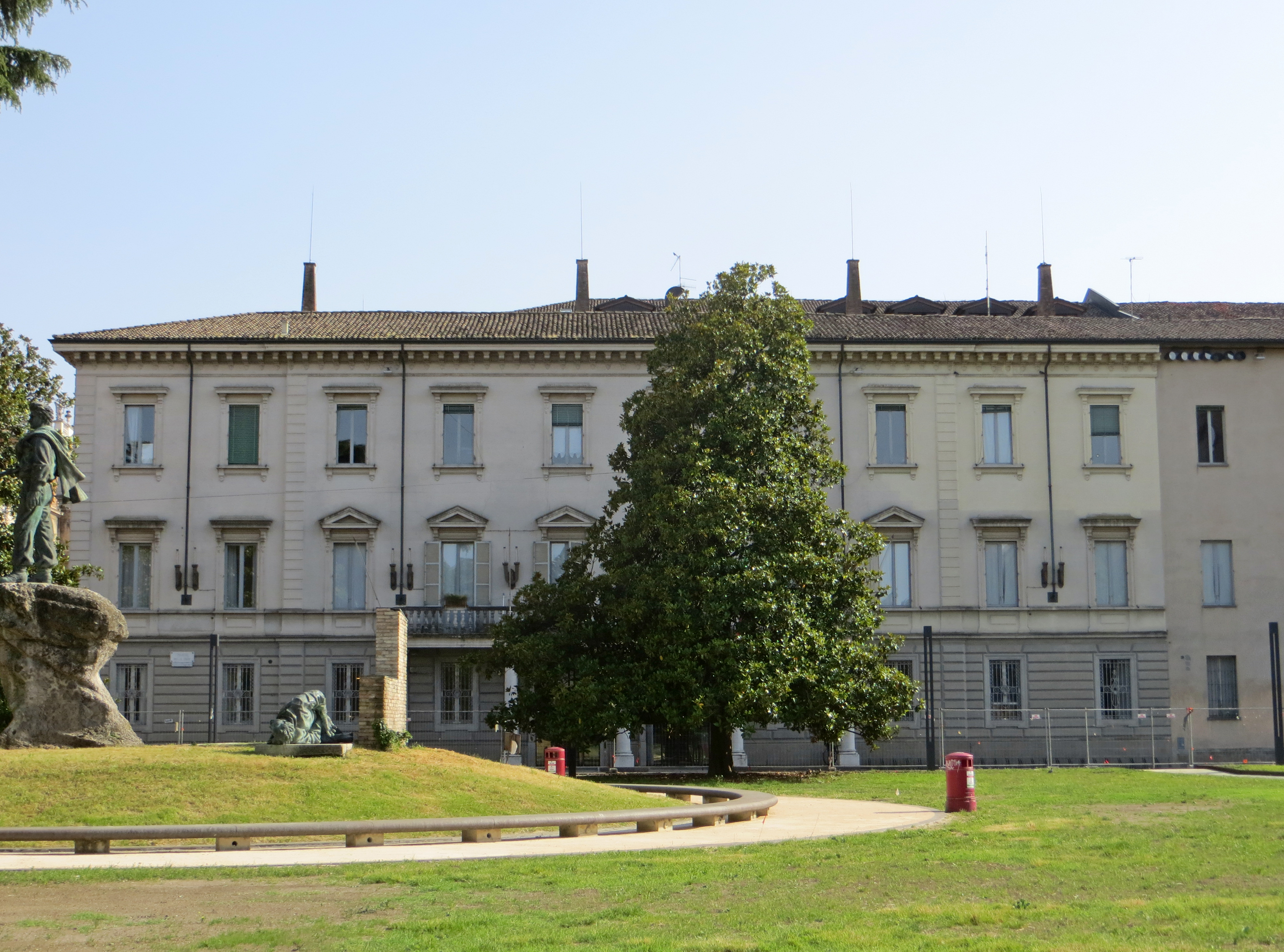
Façade.
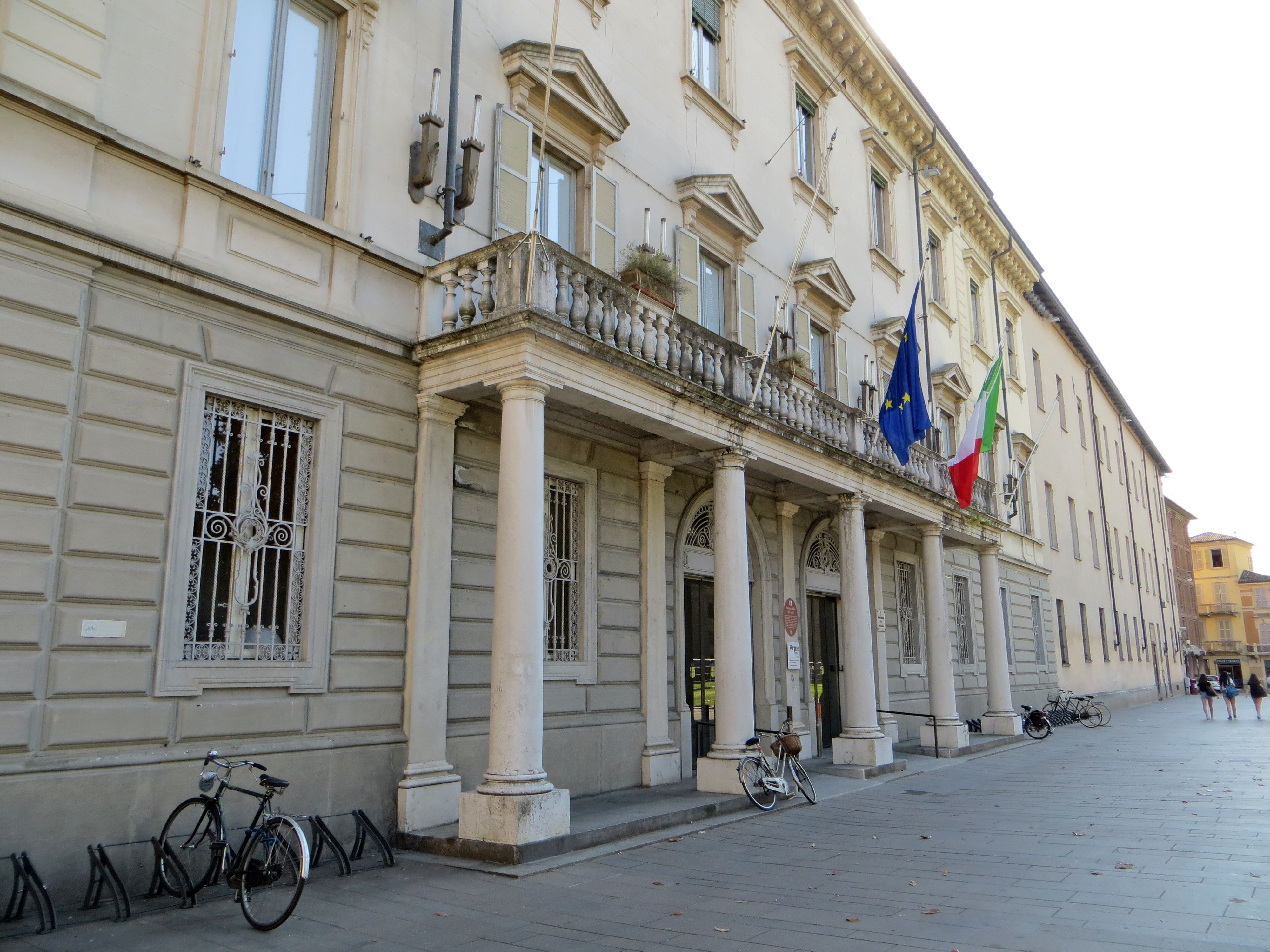
Porche d'entrée.